# Dzerjinski (ville)
Pour les articles homonymes, voir Dzerjinski.
Dzerjinski (en russe : Дзержинский), autrefois Ougrecha, est une ville de l'oblast de Moscou, en Russie. Sa population s'élevait à 56 257 habitants en 2019.

## Géographie
Dzerjinski est située sur la rivière Moskva, au sud-est de Moscou.

## Histoire
L'histoire de la ville est étroitement liée à celle du monastère de Nikolo-Ougrech (en), situé dans le centre de la ville. Le monastère a été fondé vers 1380 sur l'ordre de Dimitri DonskoÏ et nommé en l'honneur de saint Nicolas, que, selon la légende, le prince avait vu en rêve alors qu'il préparait une longue campagne contre les hordes mamaï. Dans les années 1920, le monastère fut transformé en camp de travail pour les enfants de la rue par Félix Dzerjinski. En 1921, le camp s'étendit hors du monastère. L'agglomération finit par recevoir le statut de commune urbaine en 1938, après la dissolution du camp. Dzerjinski a le statut de ville depuis 1981. Le monastère de Saint-Nicolas a été rendu à l'Église orthodoxe russe en 1991, mais sans le bâtiment le plus ancien du monastère, la cathédrale Saint-Nicolas du XVIe siècle, démolie en 1940.

## Population
Recensements (*) ou estimations de la population
| 1926* | 1939*  | 1959*  | 1970*  | 1979*  |
| ----- | ------ | ------ | ------ | ------ |
| 7 649 | 11 300 | 15 354 | 23 873 | 30 808 |

| 1989*  | 2002*  | 2010*  | 2013   | 2014   |
| ------ | ------ | ------ | ------ | ------ |
| 36 108 | 41 488 | 47 163 | 48 295 | 48 470 |